# 斯科特镇区 (俄亥俄州亚当斯县)
斯科特镇区是美国俄亥俄州亚当斯县的一个镇区，2010年美国人口普查时有2180人居住在该镇区。
俄亥俄州还有三个斯科特镇区，分别位于布朗县、马里昂县和桑达斯基县。

## 地理
斯科特镇区位于亚当斯县北部，与以下镇区接壤：
- 高地县杰克逊镇区 - 北
- 布拉顿镇区 - 东北
- 梅格斯镇区 - 东
- 奥利弗镇区 - 东南
- 韦恩镇区 - 西南
- 温彻斯特镇区 - 西
- 高地县康科德镇区 - 西北

希曼的大部分位于斯科特镇区的西南部。

## 历史
斯科特镇区的命名来源可能是早期定居者埃德温·斯科特，亦或是俄亥俄州最高法院法官托马斯·斯科特。

## 政府
镇区有3人组成的理事会管理。理事会理事选举在奇数年11月举行，并在来年1月1日开始四年任期。两名理事的选举在总统选举后一年举行，另一名的选举在总统选举前一年举行。镇区财务官亦由选举产生，与一名镇区理事选举同时举行，不过在来年4月1日才开始四年任期。若财务官或理事职位有空缺，将由剩余理事填补。